# 植草克秀
植草 克秀（うえくさ かつひで、1966年〈昭和41年〉7月24日 - ）は、日本の俳優、歌手、タレント。男性アイドルグループ少年隊のメンバー。愛称は、カッちゃん。千葉県千葉市出身。ジャニーズ事務所を経て、2Steps所属。息子は樋口裕太。

## 来歴
1980年2月にジャニーズ事務所に入所。1985年、錦織一清と東山紀之とともに少年隊のメンバーとして『仮面舞踏会』でレコードデビューする。
1994年に元モデルと結婚。1995年2月14日には長男・裕太が生まれる。その後娘も生まれたが、2010年12月に離婚（裕太と娘は元妻が引き取る）したことを植草自身が12月22日発売の女性誌のインタビューで明かした。2013年10月に2歳年下の女性と再婚、同月に女児が誕生。
2020年9月20日、同年いっぱいで錦織とともにジャニーズ事務所を退所することを明らかにした。少年隊についてはその後「グループとして活動の予定はない」が、同事務所所属のグループとして名前は存続する。東山は事務所に残って活動を続ける。
2021年1月16日、同日に開設した公式サイトで自身の新会社兼個人事務所である『2Steps』を設立したことを発表。同年9月より錦織と共同でYouTubeチャンネルを開設。
2021年12月12日、東京ドームホテルでディナーショーを行った。ショーには錦織がサプライズ登場。少年隊としては2008年以降表立った活動をしていなかったため、舞台では13年ぶりの共演となった。
2022年2月10日から始まった、水の江瀧子をモデルにした舞台「TARKIE THE STORY」で舞台初演出。
2023年5月2日から30日まで、2度目となるソロコンサートツアー「KATSUHIDE UEKUSA 2023 MOVING ON〜Second Season〜」を3会場（7公演）で開催した。東京公演最終日となる5月4日の日本橋三井ホールで行われたコンサートは、リハーサルから本番、舞台裏まで密着取材された。その模様は2023年9月・10月にチャンネルNECOの特別企画「2ヶ月連続・植草克秀特集」にて放送された。2025年1月・2月には第二弾特集が組まれた。

## 人物
血液型O型。身長170 cm。
趣味は釣り・レーシングカート・キャンプ。バス釣りが好きで、後輩から「連れてってください」と声を掛けられることが多く、長瀬智也や岡田准一などを連れて行ったことがあった。

## ディスコグラフィー

### シングル
| ＃ | 発売日         | タイトル  | 収録曲                                                                             | 最高順位 | 初出アルバム | 備考                         |
| -- | -------------- | --------- | ---------------------------------------------------------------------------------- | -------- | ------------ | ---------------------------- |
| 1  | 2021年12月21日 | SHOW&TIME | \| # \| タイトル \| \| - \| --------- \| \| 1 \| SHOW&TIME \| \| 2 \| Letter... \| | -        | Polaris      | ディナーショー及びFC限定発売 |
| #  | タイトル       |           |                                                                                    |          |              |                              |
| 1  | SHOW&TIME      |           |                                                                                    |          |              |                              |
| 2  | Letter...      |           |                                                                                    |          |              |                              |

### ミニアルバム
| # | タイトル  |
| - | --------- |
| 1 | Polaris   |
| 2 | SHOW&TIME |
| 3 | Letter... |
| 4 | sha la la |
| 5 | さよなら  |
| 6 | 美 Amore  |

| # | タイトル        |
| - | --------------- |
| 1 | Polaris         |
| 2 | SHOW&TIME       |
| 3 | Letter...       |
| 4 | sha la la       |
| 5 | さよなら        |
| 6 | 100%のLove Song |

## ジャニーズ時代の作品

### 少年隊CD収録曲
- My Little Simple Words（少年隊の1枚目のミニアルバム『WONDERLAND』に収録）
- April hurricane（少年隊の2枚目のアルバム『PRIVATE LIFE 〜Light & Shadow〜』に収録）
- ヘルプ・ミー （少年隊の3枚目のアルバム『TIME・19』に収録）
- ロングタイム・ロマンス（少年隊の3枚目のアルバム『TIME・19』に収録）
- どんなにいいかもネ！（少年隊のの2枚目のミニアルバム『PARTY』に収録）
- 氷の国（少年隊の4枚目のアルバム『Heart to Heart 5years 少年隊・・そして1991』に収録）
- 愛は強いはずなのに（少年隊の5枚目のアルバム『愛は続けることに意味がある』に収録)
- だんぜん愛さ（少年隊の5枚目のアルバム『愛は続けることに意味がある』に収録)
- 君に降るMelody（少年隊の6枚目のアルバム『prism』に収録）
- Season of love （少年隊の6枚目のアルバム『prism』に収録）
- ＠リンゴ（少年隊の24枚目のシングル『ロマンチックタイム』に収録）
- My Little Simple Words[New Vocal]（少年隊の2枚目のベストアルバム『少年隊 35 th Anniversary BEST』に収録）
- ロングタイム・ロマンス（少年隊の2枚目のベストアルバム『少年隊 35 th Anniversary BEST』のアウトテイクの未発表バージョンに収録）

### ミュージカル『PLAYZONE』関連楽曲
特記なき場合、曲の名義は少年隊。
| タイトル             | 作詞                      | 作曲       | JASRAC作品コード | 収録作品                                                                                | 備考                                           |
| -------------------- | ------------------------- | ---------- | ---------------- | --------------------------------------------------------------------------------------- | ---------------------------------------------- |
| 天使か悪魔か         |                           |            | 054-4234-6       | サウンドトラック『PLAYZONE'88 カプリッチョ -天使と悪魔の狂想曲-』                       |                                                |
| チャンス             |                           |            | 050-5866-0       | サウンドトラック『PLAYZONE'88 カプリッチョ -天使と悪魔の狂想曲-』                       |                                                |
| 独り祭りの夜に       |                           |            | 073-1058-7       | サウンドトラック『PLAYZONE'89 Again』                                                   |                                                |
| 恋はいつも           |                           |            | 033-1502-9       | サウンドトラック『PLAYZONE'89 Again』                                                   |                                                |
| Believe              |                           |            | 082-6821-5       | サウンドトラック『PLAYZONE'90 MASK』 サウンドトラック『PLAYZONE2002 愛史』              |                                                |
| Super Star           |                           |            | 082-6855-0       | サウンドトラック『PLAYZONE'90 MASK』                                                    |                                                |
| ×1                   |                           |            | 026-1069-8       | サウンドトラック『PLAYZONE'94 MOON』                                                    |                                                |
| 星屑のスパンコール   |                           |            | 077-8632-8       | サウンドトラック『PLAYZONE'96 RHYTHM』                                                  |                                                |
| ジュリエットへの手紙 |                           |            | 040-4698-6       | サウンドトラック『PLAYZONE'97 RHYTHM II』                                               | 田原俊彦名義                                   |
| Always               |                           |            | 060-9285-3       | サウンドトラック『PLAYZONE'98 5night's』 VHS『PLAYZONE'98・5nights』                    | VHSでは「Always〜これは恋なのか〜」            |
| Angel In My Arms     |                           |            | 066-5862-8       | サウンドトラック『PLAYZONE'99 Goodbye & Hello』                                         |                                                |
| Vere bilirim         |                           |            | 078-7860-5       | サウンドトラック『PLAYZONE2000 THEME PARK』                                             |                                                |
| 夜明け               |                           |            | 078-8492-3       | サウンドトラック『PLAYZONE2000 THEME PARK』                                             |                                                |
| Love's In Your Heart |                           |            | 0M6-2693-1       | サウンドトラック『PLAYZONE2001 “新世紀”EMOTION』                                        |                                                |
| danger in the night  |                           |            | 091-2738-1       | サウンドトラック『PLAYZONE2001 “新世紀”EMOTION』                                        |                                                |
| Legend of Dream      |                           |            | 103-8185-6       | サウンドトラック『PLAYZONE2002 愛史』                                                   |                                                |
| Love History         |                           |            | 103-8195-3       | サウンドトラック『PLAYZONE2002 愛史』                                                   |                                                |
| お気に召すまま       |                           |            | 081-3357-3       | サウンドトラック『PLAYZONE2003 Vacation』                                               | オリジナルタイトル「KISS THE SUN」             |
| YOUR DAY             |                           |            | 0P6-7639-5       | サウンドトラック『PLAYZONE2003 Vacation』                                               |                                                |
| PANDORA'S BOX        |                           |            | 110-4528-1       | サウンドトラック『PLAYZONE2003 Vacation』                                               |                                                |
| その日が来るまで     |                           |            | 125-5428-6       | サウンドトラック『PLAYZONE2005 〜20th Anniversary〜 Twenty Years…そしてまだ見ぬ未来へ』 |                                                |
| Dear…                |                           |            | 125-5430-8       | サウンドトラック『PLAYZONE2005 〜20th Anniversary〜 Twenty Years…そしてまだ見ぬ未来へ』 |                                                |
| あのときの誓い       |                           |            | 0V3-6912-6       | サウンドトラック『PLAYZONE2006 Change』                                                 |                                                |
| 19times              | 植草克秀                  | 佐藤宣彦   | 082-1966-4       | VHS『PLAYZONE'89・Again』                                                               |                                                |
| ケンのHard Rock      | 花房徹                    | 石田勝     | 030-3695-2       | VHS『PLAYZONE'89・Again』                                                               |                                                |
| Oh My God!           | 宮下智                    | 宮下智     | 082-1970-2       | VHS『PLAYZONE'89・Again』                                                               |                                                |
| かがやきの日々       |                           |            | 0A5-9076-6       | VHS『PLAYZONE'91・Shock』                                                               | 原曲タイトル「THINGS THAT DREAMS ARE MADE OF」 |
| リッチマンになろう   | 森浩美                    | 長岡成貢   | 022-4303-2       | VHS『PLAYZONE'93・WINDOW』                                                              |                                                |
| 普通に暮そう         | 森浩美                    | 長岡成貢   | 022-4351-2       | VHS『PLAYZONE'93・WINDOW』                                                              |                                                |
| 僕のMoon Child       | 平出よしかつ MOON COMPANY | ボブ佐久間 | 028-8939-1       | VHS『PLAYZONE'94・MOON』                                                                | 植草克秀名義                                   |
| 夢をこの手に         | 米山朋也                  | 山下俊     | 084-1302-9       | VHS『PLAYZONE2000 THEME PARK』                                                          |                                                |
| Scat And Bebop       |                           |            | 0B4-0859-7       | VHS・DVD『PLAYZONE2001 “新世紀”EMOTION』                                                |                                                |

### その他
| タイトル             | 収録作品                              | 備考          |
| -------------------- | ------------------------------------- | ------------- |
| SILENT LADY          | VHS『NEW YEAR CONCERT'87 武道館LIVE』 |               |
| ラスト・ダンスは私に | VHS『SHONENTAI DINNER SHOW』          |               |
| いいかげん           | VHS『SPRING TOUR 92』                 | 原曲:近藤真彦 |

## 出演

### テレビドラマ
- 野良犬伝説PART1（テレビ東京、ヤンヤン歌うスタジオ』内の5分枠ドラマ） 
  - 野良犬伝説PART2
- 胸さわぎの放課後（1983年10月24日、フジテレビ系、月曜ドラマランド） - 克久 役
  - 胸さわぎの放課後2（1983年12月19日）
- 少年隊のただいま放課後スペシャル（1984年6月4日、フジテレビ系、月曜ドラマランド）
- 少年隊 ショーアップ★ハイスクール（1985年3月4日、フジテレビ系、月曜ドラマランド）
- 七人の孫（1987年1月2日、TBSテレビ系、新春ドラマスペシャル）
- 心はロンリー気持ちは「…」V （1987年3月20日、フジテレビ系）
- 微笑みの秋（1988年9月25日、TBSテレビ系、東芝日曜劇場） - 柏木陽介 役[18]
- 江夏八重子の生涯（1988年10月27日、日本テレビ系、木曜ゴールデンドラマ） - アルバート・ウィリス 役
- 忠臣蔵・いのちの刻（1988年12月27日・28日、TBSテレビ系） - 大石主税 役
- 間違えられた男（1989年1月13日、フジテレビ系、男と女のミステリー） - 内海健一 / 康二 役（二役）
- 翔べひよっ子（1989年3月11日 - 18日、NHK総合、土曜ドラマ） - 西村道夫 役
- いけない女子高物語（1990年1月13日 - 3月24日、日本テレビ系、土曜グランド劇場） - 西野孝 役
- 家族の迷路（1990年3月8日、日本テレビ系、木曜ゴールデンドラマ） - 久能淳 役
- 別れを告げに来た男（1990年5月18日、フジテレビ系、男と女のミステリー） - 田崎保夫 役
- 風ものがたり・白いキャンバスよもういちど（1990年8月5日、関西テレビ制作フジテレビ系、花王ファミリースペシャル） - 塙大作 役
- さすらい刑事旅情編シリーズ（1990年 - 1995年、テレビ朝日系） - 桜田亮太 役[19]
  - さすらい刑事旅情編III（1990年10月10日 - 1991年3月20日）[19]
  - さすらい刑事旅情編IV（1991年10月16日 - 1992年3月25日）[20]
  - さすらい刑事旅情編V（1992年10月14日 - 1993年3月31日）[21]
  - さすらい刑事旅情編VI（1993年10月20日 - 1994年3月30日）[22]
  - さすらい刑事旅情編VII（1994年10月5日 - 1995年3月22日）[23]
- 世にも奇妙な物語「真夜中」（1991年3月21日、フジテレビ系） - 岩淵茂 役
- 熱血!新入社員宣言（1991年4月9日 - 6月25日、TBSテレビ系） - 羽生克己 役
- 拝啓オグリキャップ様（1991年9月30日、TBSテレビ系、月曜ドラマスペシャル）
- 木曜21時枠 渡る世間は鬼ばかりシリーズ（1993年 - 2012年[4]、TBSテレビ系） - 本間英作 役[5][24]
  - 渡る世間は鬼ばかり第2シリーズ（1993年4月15日 - 1994年3月31日）
  - 渡る世間は鬼ばかり第3シリーズ（1996年4月4日 - 1997年3月27日）
  - 渡る世間は鬼ばかり第4シリーズ（1998年10月1日 - 1999年9月30日）
  - 渡る世間は鬼ばかり第5シリーズ（2000年10月5日 - 2001年9月27日）
  - 渡る世間は鬼ばかり第6シリーズ（2002年4月4日 - 2003年3月27日）
  - 渡る世間は鬼ばかり第7シリーズ（2004年4月1日 - 2005年3月31日）
  - 渡る世間は鬼ばかり第8シリーズ（2006年4月6日 - 2007年3月29日）
  - 渡る世間は鬼ばかり第9シリーズ（2008年4月3日 - 2009年3月26日）
  - 渡る世間は鬼ばかり第10シリーズ（2010年10月14日 - 2011年9月29日）
  - 渡る世間は鬼ばかり ただいま2時間スペシャル（2012年9月）
  - 渡る世間は鬼ばかり2週連続スペシャル（2013年5月）
  - 渡る世間は鬼ばかり 史上初3時間スペシャル（2017年9月18日）
  - 渡る世間は鬼ばかり 第2回目3時間スペシャル（2018年9月17日）
  - 渡る世間は鬼ばかり 第3回目3時間スペシャル（2019年9月16日）
- 君に伝えたい 第7話「彼女が最高!!」（1994年5月15日、毎日放送制作TBS系、ドラマBOX） - 高村亨 役
- 女囚〜塀の中の女たち 2（1995年10月5日、TBSテレビ系）
- おふくろ刑事柏木桃子 越後路殺人捜査行（1995年12月9日、テレビ朝日系、土曜ワイド劇場） - 柏木琢郎 役
- 最高の食卓（1997年4月17日 - 6月26日、テレビ朝日系） - 遠山満 役
- 宗像教授シリーズ（2000年 - 2007年、TBSテレビ系） - 田村亮一 役
  - 宗像教授の伝奇考（2000年11月20日、月曜ドラマスペシャル）
  - 宗像教授の伝奇考2（2003年9月1日、月曜ミステリー劇場）
  - 宗像教授の伝奇考3（2007年3月10日、月曜ミステリー劇場）
- 少年タイヤ〜セレクトステージ（フジテレビ系）
  - 熱海殺人事件（2001年10月16日 - 11月6日） - 熊田留吉 役
  - ジプシー（2001年11月20日 - 12月11日） - 現場監督 役
- 美空ひばり誕生物語 おでことおでこがぶつかって（2005年5月29日、TBSテレビ系） - 小川正一 役
- はぐれ刑事純情派（2005年 - 2006年、テレビ朝日系） - 夏目修二 役
  - ファイナルシリーズ（2005年4月27日 - 6月29日）
  - 帰ってきた安浦刑事!そして…さようなら田崎刑事!（2005年12月21日）
  - 帰ってきた安浦刑事!殉職…さらば夏目刑事!!（2006年12月30日）[25]
- 内田康夫旅情サスペンス・岡部警部シリーズ（2006年 - 2009年、フジテレビ系、主演：近藤真彦） - 上田（刑事） 役
  - 倉敷殺人事件（2006年9月2日、金曜エンタテイメント）
  - 多摩湖畔殺人事件（2007年8月31日、金曜プレステージ）
  - 十三の墓標（2008年9月5日、金曜プレステージ）
  - シーラカンス殺人事件（2009年11月27日、金曜プレステージ）
- 港町人情ナース（2006年 - 2008年、テレビ東京系、水曜ミステリー9） - 当麻順平 役
  - 信濃寝かせ唄殺人事件（2006年9月20日）
  - 伊豆温泉リゾート殺人事件（2007年8月8日）
  - 富士五湖〜湯けむり地蔵殺人事件（2008年7月9日）
- 検事・霞夕子 「森を歩く死体」（2011年2月4日、フジテレビ、金曜プレステージ） - 長沢章 役
- 真夜中のパン屋さん 第7回（2013年6月9日、NHK BSP、プレミアムドラマ） - 美作元史 役[26]
- 刑事の十字架（2014年5月7日、テレビ東京系、水曜ミステリー9） - 野村健一 役[27]
- 月曜ゴールデン おふくろ先生の診療日記「忘れない!20年前の約束 神戸・淡路島編」（2015年4月6日、TBSテレビ系・毎日放送） - 大橋恭介 役
- ショカツの女10（2015年5月16日、テレビ朝日・朝日放送、土曜ワイド劇場） - 高柳信一 役
- 水戸黄門 スペシャル（2015年6月29日、TBSテレビ系、月曜ゴールデン特別企画） - 徳川綱吉 役
- 未解決の女 警視庁文書捜査官 第5話（2018年5月17日、テレビ朝日系） - 松河正一 役[28]

### バラエティ番組
- レッツゴーヤング（1982年 - 1984年、NHK総合） - サンデーズのメンバー（レギュラー）
- 歌え!ヒット・ヒット（1988年 - 1989年 テレビ東京）
- クイズ!!体にいいTV（1988年 - 1989年 日本テレビ）
- クイズダービー（1991年 - 1992年、TBS） - 6代目1枠レギュラー解答者
- ま!いっか（1998年 - 1999年、テレビ朝日）
- 世界まる見え!テレビ特捜部（1998年 - 2012年、日本テレビ）

### 音楽番組
- MUSIC X（BS-TBS）
  - 2024年10月24日「#27 私がハマった胸キュン男性アイドル」[29]
  - 2024年12月19日「#35 クリスマスに聴きたい名曲特集！」[30]
  - 2025年1月9日「#37 MUSIC X スタジオライブ」[31]
  - 2025年2月13日「#42 スナックで歌いたい昭和ソング特集」[32]
  - 2025年2月27日「#44 アイドルソング特集」[33]
  - 2025年3月27日「#48 感動のステージをもう一度！名シーンSP」[34]
  - 2025年4月13日「#49 伝説のアイドル＆時代を彩った歌手大集合 豪華2時間スペシャル」 - 錦織と共に出演、少年隊の楽曲を披露[35][36]

### 映画
- 胸さわぎの放課後 （1982年4月17日、東映、主演：ひかる一平）
- 嵐を呼ぶ男（1983年8月4日公開、東宝、たのきんスーパーヒットシリーズ第6弾、主演：近藤真彦） - 国分英次 役
- Love Forever （1983年8月4日公開、東宝、主演：田原俊彦）
- あいつとララバイ （1983年12月24日公開、東宝、主演：少年隊） - 太田一夫 役
- 19 ナインティーン （1987年8月1日公開、東宝、主演：少年隊） - サウス 役
- ヴイナス戦記（1988年3月11日公開、松竹） - ヒロ 役（声の出演）

### コンサート
- 植草克秀初単独クリスマスディナーショー（1997年12月25日、東京全日空ホテル / 12月29日、大阪帝国ホテル）[37]
- 植草克秀クリスマスディナーショー（1998年12月25日、東京全日空ホテル / 12月28日、大阪帝国ホテル）[38]
- Johnnys' Countdown 2014-2015（2014年12月31日 - 2015年1月1日、東京ドーム）[39]
- KAZUKIYO NISHIKIORI & KATSUHIDE UEKUSA presents ふたりのSHOW&TIME『SONG for YOU』（2022年10月1日・2日、東京ドームホテル / 12月25日・26日、ハイアットリージェンシー大阪 リージェンシーボールルーム）[40][41]
- KATSUHIDE UEKUSA 2023 MOVING ON〜Second Season〜（2023年5月2日 - 4日、日本橋三井ホール / 5月18日・19日、DIAMOND HALL / 5月29日・30日、なんばHatch）[42]

### 舞台
- ミュージカルアドベンチャー『ザ・サスケ』（1985年4月 - 5月、梅田コマ劇場） - 田黄三郎 役
- 藤十郎とお梶（1989年10月、日生劇場） - 坂田織部 役
- かたき同志（1995年5月、芸術座） - 清太郎 役
- 渡る世間は鬼ばかりシリーズ - 本間英作 役 
  - 渡る世間は鬼ばかり（1999年5月、芸術座）
  - 渡る世間は鬼ばかり＝21世紀版＝（2002年1月2日 - 2月27日、芸術座）[43]
  - 渡る世間は鬼ばかり（2006年1月、明治座）
- ワンス・アポン・ア・マットレス（2000年11月3日 - 30日、青山劇場）[44] - プリンス・ドーントレス 役
- 簪マチ子（2003年9月 - 10月、芸術座） - 桜井刑事 役
- 女たちの忠臣蔵（2006年9月、明治座 / 11月、名鉄ホール） - 大石瀬左衛門 役
- Endless SHOCK - オーナー・ウエクサ 役[4] ※特別出演
  - Endless SHOCK（2009年2月5日 - 3月30日、帝国劇場）[5]
  - Endless SHOCK（2010年2月14日 - 3月30日・7月4日 - 31日、帝国劇場）
  - Endless SHOCK（2011年2月5日 - 3月31日、帝国劇場）
  - Endless SHOCK（2012年1月7日 - 31日、博多座） / 2月7日 - 4月30日、帝国劇場）
  - Endless SHOCK 15th Anniversary（2015年9月18日 - 30日、梅田芸術劇場 / 10月7日 - 31日、博多座） - 途中降板の前田美波里に代わり急遽出演決定[45]
- シー・ラヴズ・ミー（2009年12月12日 - 2010年1月31日、シアタークリエ） - スティーブン・コダリー 役 ※特別出演[46]
- 33の変奏曲（2010年10月8日 - 31日、ル テアトル銀座 by PARCO / 11月4日 - 7日、シアター・ドラマシティ） - マイク・クラーク 役
- 朗読劇「ラヴ・レターズ」（2011年11月24日、PARCO劇場）
- ドリームジャンボ宝ぶね〜けっしてお咎め下さいますな〜（2013年1月6日 - 13日、青山劇場 / 1月26日、梅田芸術劇場メインホール） - 主演・伊藤博文 役[47][48]
- 40カラット（2013年9月2日 - 15日、大阪松竹座 / 9月18日 - 24日、東京芸術劇場プレイハウス）[49]

### ラジオ
- 植草克秀の冒険ロフト（文化放送）
- Coke Sunday Morning 植草克秀のSOUND CALL（文化放送）

### CM
- デルモンテ「トマトケチャップ」
- ハウス食品
  - とんがりコーン（1993年）
  - カリー工房（1994年頃） - 安達祐実と共演
- サンヨー食品「サッポロ一番カップラーメン」

### 書籍
- 「Basser collection だからバスフィッシングがやめられないーアウトドアエッセイ集」ISBN 9784885364402（2000年5月25日、つり人社）[50][51]